# میئورا یوشیمورا
میئورا یوشیمورا (به ژاپنی: 三浦 義村 みうら よしむら)؛ تولد ۱۱۶۸ – مرگ ۳۱ ژانویه ۱۲۳۹، یک سامورایی در اوایل دوره کاماکورا در ولایت ساگامی و دومین پسر میئورا یوشیزومی بود. مادر او دختر ایتو سوکه‌چیکا (خاله هوجو یوشیتوکی) بود. همسر او دختر دوهی توئوهیرا بود. پسر او میئورا یاسومورا نام داشت.